# Фридрихштадтпаласт
«Фридрихштадтпаласт» (нем. Friedrichstadt-Palast) — театр-ревю в центре Берлина. С 1984 года находится в здании на Фридрихштрассе. Один из ведущих театров Европы, представляющих данный вид искусства, характерной особенностью которого, помимо прочего, является традиционный канкан.

## Первое здание
История «Фридрихштадтпаласта» началась с построенного в 1865—1867 годы рыночного павильона, который был расположен примерно в 200 метрах к юго-западу от нынешнего местонахождения — на улице Шифбауэрдамм (нем. Schiffbauerdamm).
В 1873 году крытый рынок был преобразован в цирковую арену на 5000 мест, адрес стал Am Zirkus 1 В последующие десятилетия цирк Salamonsky, Renz and Schumann Circus восхищал берлинцев своими представлениями.
В 1910 году на большой цирковой арене Макс Рейнхардт поставил первые театральные представления. Рейнхардт принял решение перестроить здание для использования в новых целях, для чего привлек известного архитектора Ганса Пёльцига, по проекту которого между улицами Шифбауэрдам и Рейнхардтштрассе (нем. Reinhardtstraße) был создан Большой Шаушпильхаус. Здание было оснащено вращающейся сценой на 18 метров в диаметре и подвижной авансценой. Кроме того, было установлено современное оборудование для световых эффектов.

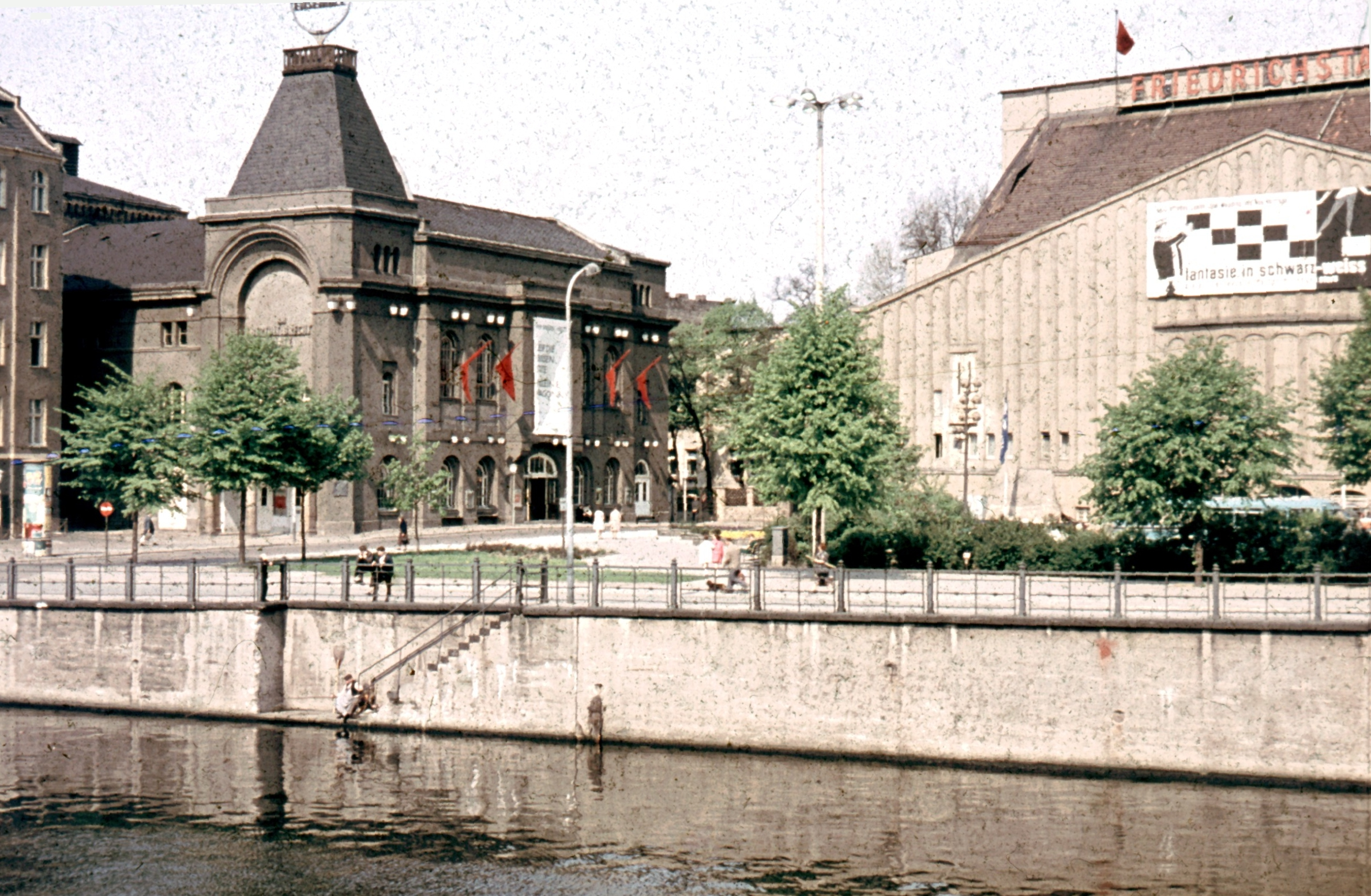
Вид старого здания «Фридрихштадтпаласта» (справа) на реке Шпрее

В 1924 году новый директор Эрик Шарель ставил на сцене современные ревю-постановки с привлечением таких звезд, как Ла Яна. Он первым заметил Марлен Дитрих и вокальный секстет Comedian Harmonists, что отражено в одноимённом фильме. В эпоху национал-социализма театр был переименован в Theater des Volkes. Теперь на сцене ставились поздно-буржуазные оперетты.
В начале 1945 года здание сильно пострадало в результате постоянных воздушных налетов. По окончании войны театр был вновь открыт в мае 1945 года артисткой Марион Шпадони. Теперь он назывался Palast Varieté и вмещал в себя 3500 мест. Впервые на сцене выступил детский ансамбль.
В 1949 году здание перешло в собственность города Берлина и вновь получило свое прежнее название «Фридрихштадтпаласт». Театр находился на территории Восточного Берлина (ГДР).
29 февраля 1980 года здание было закрыто из-за сильного проседания фундамента, а также деформации опорных свай. После того, как театральная труппа переехала в новое здание в 1985 году, практически сразу начался снос почти 120-летнего здания.

## Театр сегодня
Сегодня «Фридрихштадтпаласт» является самой крупной и современной театральной сценой Европы. Новый Friedrichstadt-Palast открылся для зрителей 27 апреля 1984 года. Его размер составляет 80 метров в ширину, 110 метров в длину с общей площадью 195 000 м².
Большой зрительный зал «Фридрихштадтпаласта» постоянно используется для театральных постановок и вмещает 1 895 зрителей. Его театральная сцена имеет площадь 2 854 м² и является самой крупной в мире. Ширина портальной арки составляет 24 метра, что делает её самой большой в Европе.
«Фридрихштадтпаласт» является уникальным с точки зрения своих театральных программ, включающих как детские шоу и гастрольные постановки, так и фестивальные гала-концерты и многое другое. Театр специализируется на комплексных и фантастических шоу, использующих современное осветительное и сценическое оборудование, с участием более ста артистов и постановкой высоко стилизованных акробатических номеров.
Благодаря крупным инвестициям, исчисляемым в миллионах, «Фридрихштадтпаласт» продолжает оставаться самым большим и самым современным шоу-дворцом в Европе. Сегодня «Фридрихштадтпаласт» известен своей уникальной программой и размером и продолжает традиции театра ревю. Диалоги на сцене были практически полностью исключены, что делает шоу доступными для иностранных зрителей.